# Пятница 13 (рок-фестиваль)
Пятница, 13 — российский ежегодный рок-фестиваль, организованный концертным агентством «Мельница». Проводился каждый год в пятницу 13-го числа, месяц проведения каждый раз менялся. Фестиваль не имеет постоянной площадки и проводился на самых разных аренах.
От многих других рок-фестивалей России, Пятница 13 отличался малым количеством участников и заметно более «тяжёлой» направленностью. На фестивале обычно выступали группы, исполняющие панк-рок или хеви-метал, почти постоянными хедлайнерами являлись группы Ария, Алиса и Король и Шут. В 2004 году именно на этом фестивале презентовалась рок-опера «Эльфийская Рукопись». После 2005 года фестиваль больше не проводится.

## По годам
| Год  | Пятница    | Участники                                                                      | Место проведения                   |
| ---- | ---------- | ------------------------------------------------------------------------------ | ---------------------------------- |
| 2001 | 13 июля    | Ария, Алиса, Король и Шут                                                      | «Зеленый театр» Парка им. Горького |
| 2002 | 13 декабря | Ария, Король и Шут, Мастер, Пилот, Небо Здесь, Фрекен Бок                      | Дворец спорта Лужники              |
| 2003 | 13 июня    | Король и Шут, Пилот, Кирпичи, Небо Здесь, Tracktor Bowling, 7 раса, Фрекен Бок | «Зеленый театр» Парка им. Горького |
| 2004 | 13 февраля | Ария, АнЖ, Эпидемия, Король и Шут, Алиса                                       | Дворец спорта Лужники              |
| 2005 | 13 мая     | Алиса, Кукрыниксы, Король и Шут                                                | Дворец спорта Юбилейный            |